# Johan Anders Jägerhorn
Johan (Jan) Anders Jägerhorn af Spurila (den yngre), född den 8 april 1757 i Helsinge socken i Finland,  död den 6 mars 1825 i Borgå. Son till Fredrik Anders Jägerhorn och Ulrika Sofia Brunow (släkten Brunow. Äldre bror till överste Fredrik Adolf Jägerhorn.

## Biografi
Volontär vid Nylands och Tavastehus läns dragonregemente 11 mars 1767, korpral 28 juni 1771. Kornett vid Karelska dragonregementet 13 december 1775. Löjtnant vid Nylands dragonregemente 25 september 1781, kapten i armén 23 augusti 1782 och stabsadjutant hos överbefälhavaren i Finland greve Posse, kapten vid regementet, major i armén och kunglig överadjutant 30 juni 1787. Rysk överstelöjtnant 1789. 
Deltog i övertagandet av Sveaborg 16 augusti i samband med 1772 års revolution för Gustav III. Beordrades i mars 1777 att delta i recognoseringar för uppgörande av en fullständig militär karta över Finland, i vilket uppdrag han gjorde en viktig insats i karteringen av Savolax och Karelen. Fick militär utbildning på Göran Magnus Sprengtportens Braheslott där han även själv undervisade. Erhöll kungligt stipendium och två års permission för utrikes studier 1779, bedrev samma år studier vid militärakademin i Berlin och i Stockholm. 
Grundade en filialloge till La Constance i Finland 1781 med namnet Rutger Ingessons loge, som ombildades till Walhallaorden 1783 (–1786) och för vilken han var ”styrande och befallande drott”. Anslöt sig sedermera till de s.k. självständighetsmännen.
Överlämnade i Petersburg till kejsarinnan den s.k. Liikalanoten i aug. 1788. Flydde 27 november samma år till Ryssland. Dömdes i sin frånvaro för förrädiska stämplingar från liv, ära och gods 13 oktober 1789. Gick i rysk tjänst och blev överstelöjtnant 1789. 
Vistades i Paris 1792–93. Förvaltade gods i Reinbeck i Holstein 1794–99. Var fransk agent 1797 med uppgift att recognosera det militära läget inför det förestående Irländska frihetskriget. Stod i förbindelse med frihetskämpen lord Edward Fitzgerald. Fängslad i Towern i London 1799–1801, där han var sysselsatt med att uppfinna en perpetuum mobile. Frikändes på grund av ryska intressen; England och Ryssland var bundsförvanter.
Erhöll burskap i Hamburg och vistades där 1801–08. Författade ett förslag till ny grundlag för Finland 26.2 1809 som byggde på en utpräglad aristokrati (Memoire très-humble). Vistades i Petersburg 1808–13. Uppmanade i februari 1809 kejsar Alexander att låta kröna sig till Finlands konung och avge konungaförsäkran, vilket innebar att kejsaren-storfursten skulle försäkra att Finlands (Sveriges) existerande lag skulle gälla. 
Rehabiliterades som adelsman 1 mars 1809. Deltog i Borgå lantdag 1809, ledamot av riddarhusdirektionen. Medlem av den finländska kommissionen i Petersburg s.å.; föreslog kommissionens ersättande med en finländsk konselj och bidrog därmed till tillkomsten av kommittén för finska ärenden 1811. Återvände till Finland 1813. 
Ägde Backas gård i Skattmansby i Helsinge (köpt 1785); Hinschendorf (”Spurila”) i Reinbeck i Holstein (köpt 1794); Neuhof utanför Lübeck (1803); Schafhusen vid Segeberg;  Näse i Pernå (sålt 1816) samt Sannäs i Borgå i Finland 1816–1818. 
Död barnlös i Borgå 6 mars 1825 i slag. 
Finnish-Irish Society uppsatte 1981 en minnesskylt i Borgå vid hans hem till hans minne. Gift i Helsingfors 18 oktober 1783 med Ulrika Sofia Blomcreutz, svensk adlig ätt nummer 1703, född 21 juni 1754, död på Lindnäs i Mäntsälä i Finland 13 april 1830 av ålderdom, dotter till översten Didrik Blomcreutz och Ulrika Sofia Nordencreutz.